# Niceteria macrocosma
Niceteria macrocosma là một loài bướm đêm thuộc họ Geometridae. Nó được tìm thấy ở Úc.
Sải cánh dài khoảng 40 mm.
Ấu trùng ăn các loài Myrtaceae, bao gồm Angophora costata.

## Hình ảnh

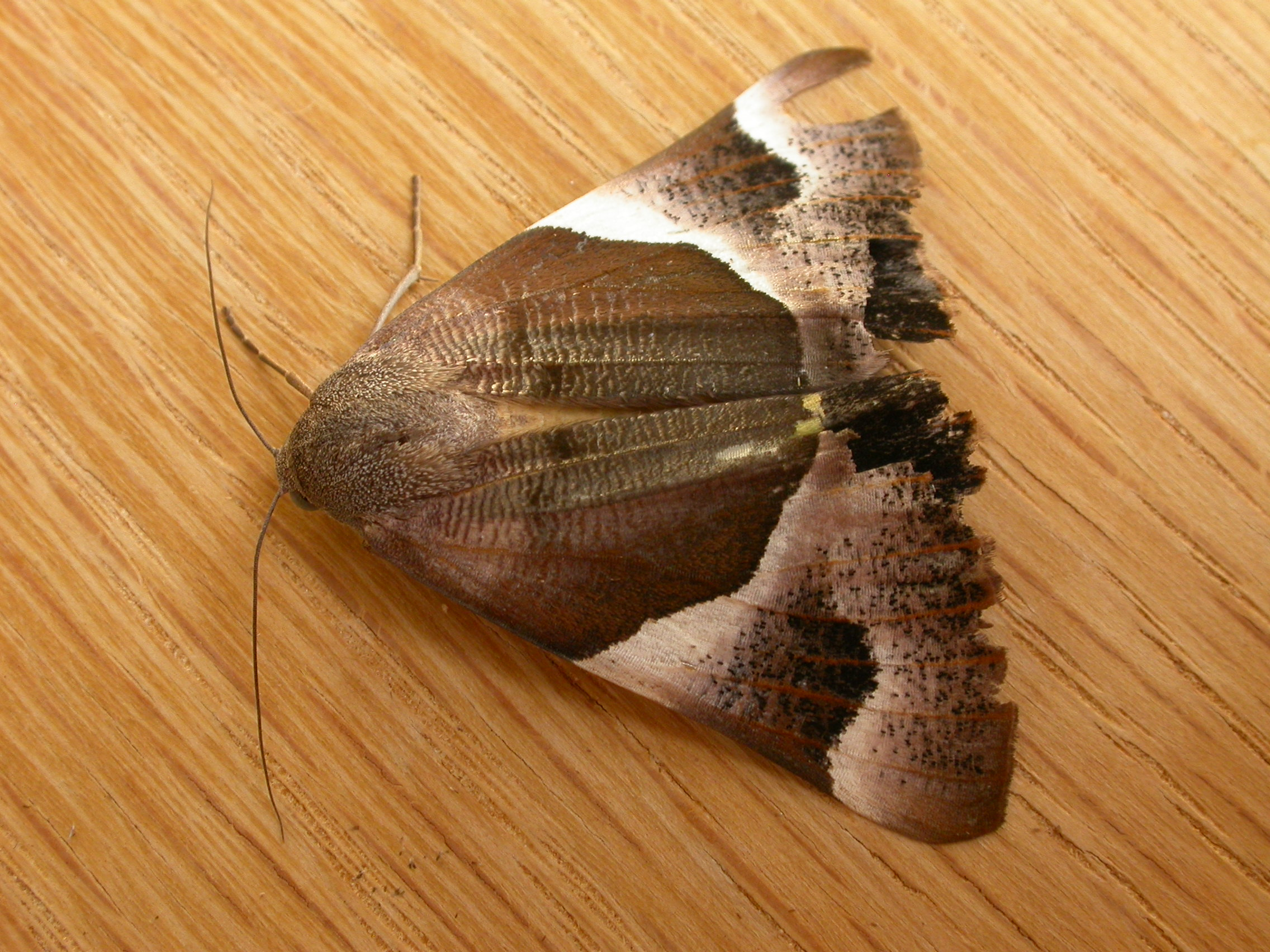
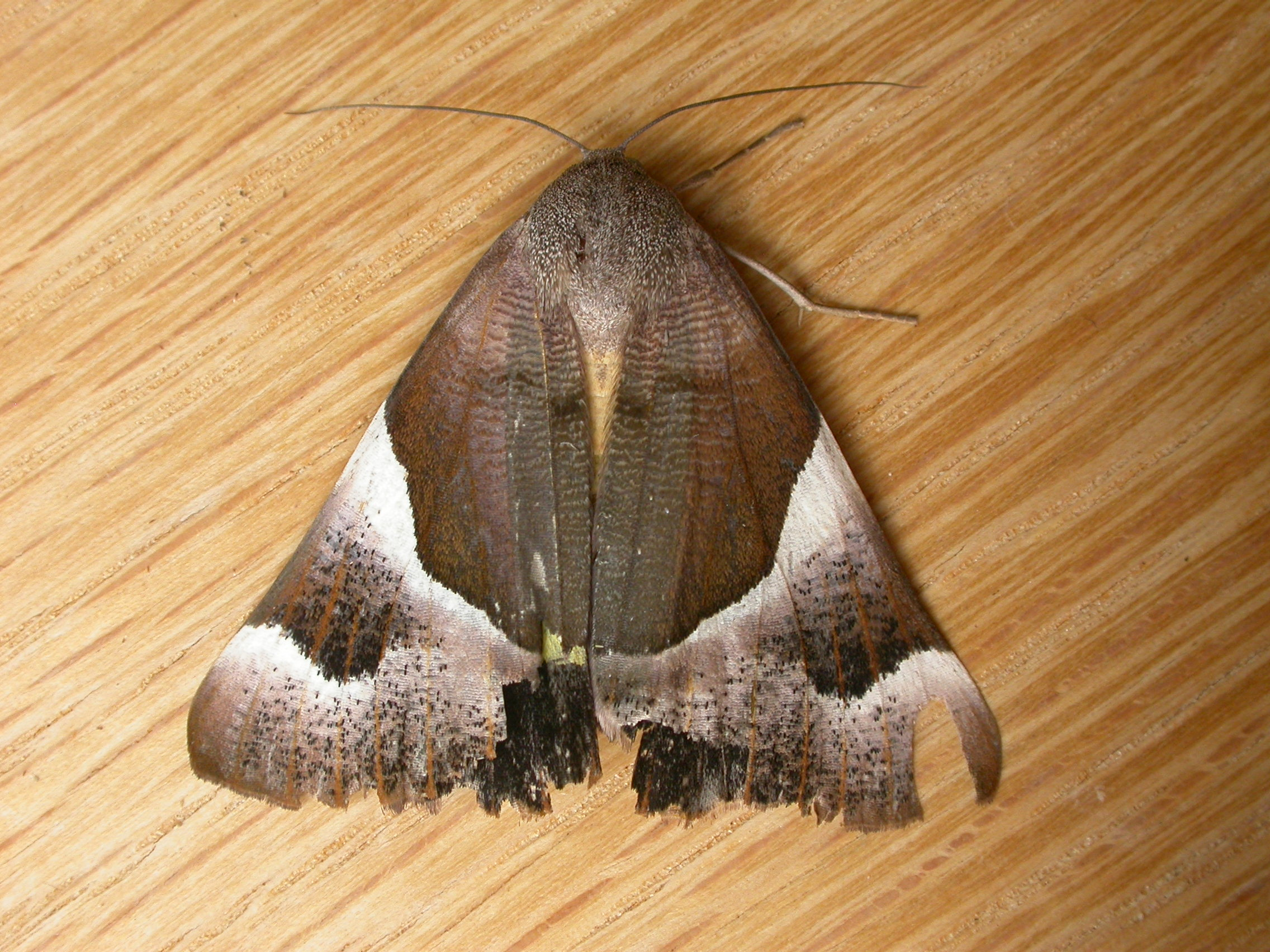
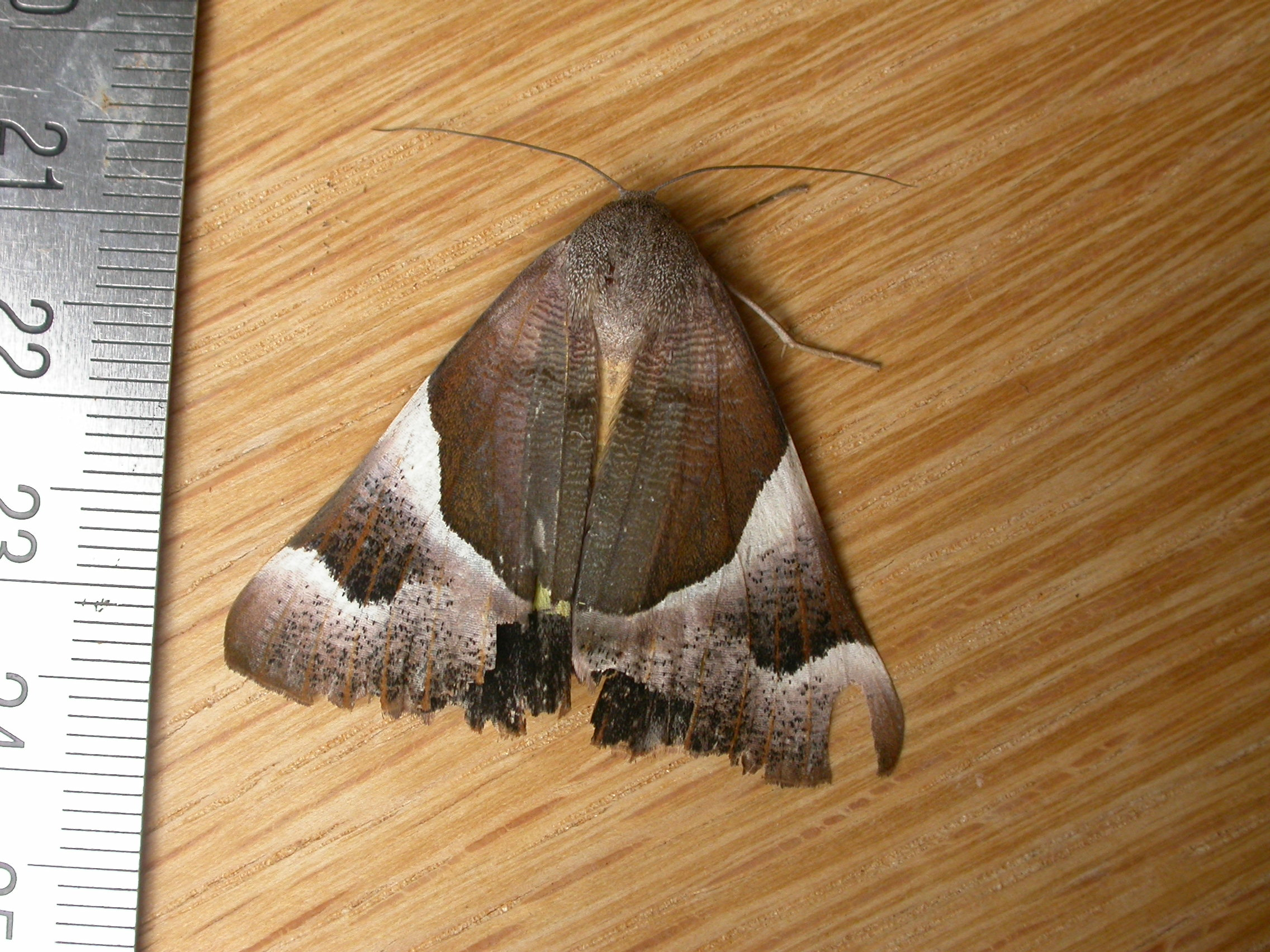
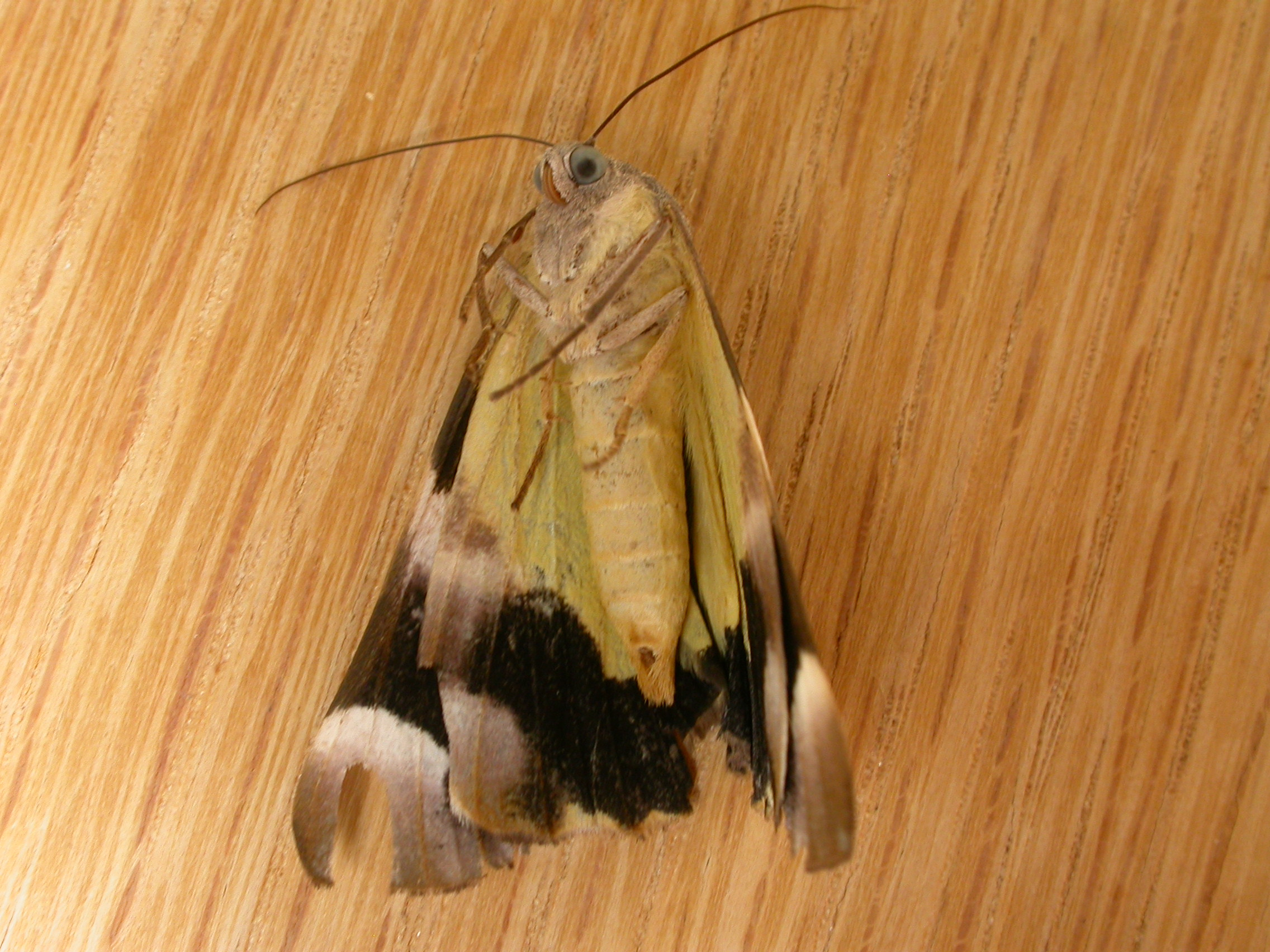